# 小林新一
小林 新一（こばやし しんいち、1924年2月12日-2012年1月）は、日本の写真家。

## 人物・来歴
新潟県生まれ。新潟中学校卒。「月刊カメラ」の年間ベストテンに二年連続入賞、1958年には日本写真批評家協会の新人賞次点受賞後、プロカメラマンとして活動を開始し、「文芸春秋」や「アサヒグラフ」などに作品を発表。1960年代から良寛にまつわる作品を多く発表、日本全国取材旅行をして良寛の足跡を発見した。

## 著書
- 『良寛巡礼』恒文社, 1992.3
- 『会津八一の旅』春秋社, 1997.12
- 『良寛へ歩く』文・写真. 二玄社, 2002.12
- 『報じられなかった写真 昭和30年代-写真家・小林新一の820カット』新潟市歴史博物館, 2013.3

### 共著
- 『良寛のふるさと』宮栄二共著. 中日新聞東京本社[ほか], 1968
- 『良寛の風景 写真構成』写真と文, 加藤僖一 書の解説. 考古堂書店, 1987.5
- 『良寛のウイット 俳句のある風景』写真と文, 村山砂田男 俳句解説. 考古堂書店, 1989.7
- 『良寛 詩歌と書の世界』谷川敏朗著, 小林新一 写真. 二玄社, 1996.5
- 『良寛の名歌百選』谷川敏朗 選・解説, 小林新一 写真. 考古堂書店, 1998.4
- 『良寛の名詩選』谷川敏朗 選・解説, 小林新一 写真. 考古堂書店, 1999.8
- 『良寛の俳句 良寛のウィット』写真と文, 村山砂田男 俳句解説. 考古堂書店, 2000.7